# Alajärvi (sjö i Finland, Kajanaland, lat 64,95, long 28,85)
Alajärvi är en sjö i Finland. Den ligger i kommunen Suomussalmi i landskapet Kajanaland, i den centrala delen av landet, 600 km norr om huvudstaden Helsingfors. Alajärvi ligger 204,6 meter över havet. Den är 8,65 meter djup. Arean är 1,84 kvadratkilometer och strandlinjen är 7,43 kilometer lång. Sjön  ingår i Uleälvens huvudavrinningsområde. 